# 2468 Рєпін
2468 Рєпін (2468 Repin) — астероїд головного поясу, відкритий 8 жовтня 1969 року.
Тіссеранів параметр щодо Юпітера — 3,551.